# جنى عاصي
جنى عاصي (مواليد 2 يوليو 1999)، وهي لاعبة كرة قدم لبنانية تلعب كمهاجم لنادي الصفا اللبناني.